# 阪堺電気軌道上町線
上町線（うえまちせん）は、大阪府大阪市阿倍野区の天王寺駅前停留場から同市住吉区の住吉停留場までを結ぶ阪堺電気軌道の路線である。

## 路線データ
- 管轄：我孫子道運輸区・住吉公園運輸区
- 路線距離（営業キロ）：4.3km[1]
- 軌間：1435mm
- 停留場数：10（起終点含む）
- 複線区間：全線
- 電化区間：全線電化（直流600V）
- 最高速度：北畠 - 帝塚山4丁目間30km/h（道路側の制限のため）、他区間40km/h（新設軌道は特例で50km/hだが、閉塞信号機がなく40km/hとしている）

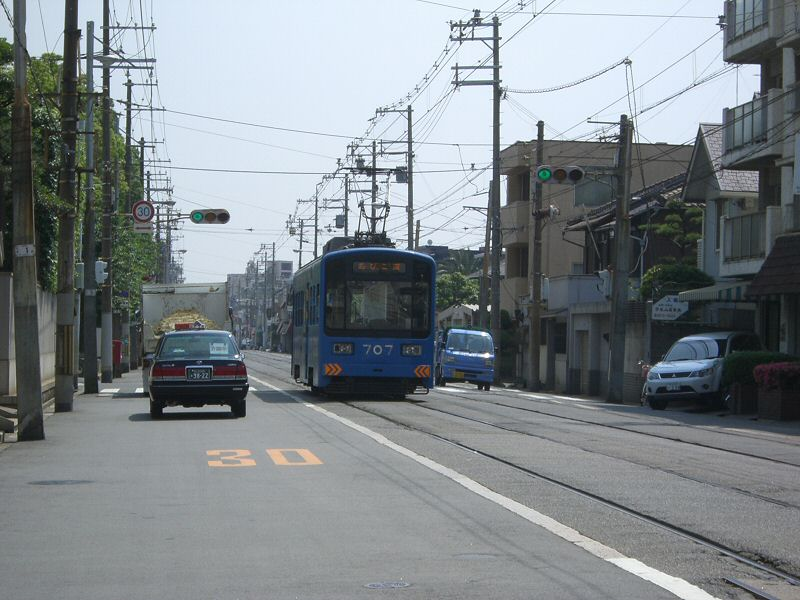
併用軌道（北畠停留場付近）

- 車両基地：大和川検車区（我孫子道車庫）

## 運行形態
2016年1月31日改正のダイヤでは、昼間時は天王寺駅前 - 阪堺線浜寺駅前間の系統と天王寺駅前 - 阪堺線我孫子道間の系統を交互にそれぞれ12分間隔で運転している（いずれも住吉から阪堺線に乗り入れ。天王寺駅前 - 住吉間では両系統あわせて6分間隔、住吉 - 我孫子道間では阪堺線恵美須町 - 我孫子道の系統と合わせて3分または6分間隔）。
2014年3月1日のダイヤ改正までは天王寺駅前 - 住吉公園間の系統と、天王寺駅前 - 阪堺線浜寺駅前間の系統が交互にそれぞれ昼間は12分間隔（天王寺駅前 - 住吉間では両系統あわせて6分間隔）で運行されていた。天王寺駅前 - 住吉公園間の系統はこの改正で朝7・8時台のみの運転となり、2016年1月31日に廃止された。
2009年7月4日のダイヤ改正までは、天王寺駅前 - 住吉公園間の系統と、天王寺駅前 - 阪堺線我孫子道間の系統が交互にそれぞれ昼間12分間隔（天王寺駅前 - 住吉間では両系統あわせて6分間隔）で運行されていた。また、過去には早朝に出庫と上町線への送り込みを兼ねて、我孫子道発住吉行きが運転されていたことがあった。
| 系統                  | 区間                                    | 備考 |
| --------------------- | --------------------------------------- | --- |
| 天王寺駅前 - 我孫子道 | 天王寺駅前 - 住吉 - 我孫子道            | 住吉 - 我孫子道間は阪堺線。終日運行。                                                                                |
| 天王寺駅前 - 浜寺駅前 | 天王寺駅前 - 住吉 - 我孫子道 - 浜寺駅前 | 住吉 - 浜寺駅前間は阪堺線。終日運行。                                                                                |
| 天王寺駅前 - 住吉公園 | 天王寺駅前 - 住吉 - 住吉公園            | 2016年1月31日廃止。 2014年2月28日までは早朝・深夜以外に運行、2014年3月1日から2016年1月30日までは朝7・8時台のみ運行。 |

## 歴史
上町線は馬車鉄道が始まりである。当初は天王寺と天下茶屋遊園への旅客輸送を目的として計画されたが、後に四天王寺と住吉大社への参詣客輸送に変更、1900年に大阪馬車鉄道が天王寺村字長者ヶ崎（後の天王寺駅前） - 天下茶屋（後の東天下茶屋）間を開業させた。1902年に天下茶屋から下住吉まで延長した。馬車鉄道は開業から僅か1か月後に開業した南海鉄道天王寺支線と競合することとなり、赤字経営が続いたため、馬車鉄道を廃止して電車化を進めることになった。社名を大阪馬車鉄道から大阪電車鉄道に改称、さらに浪速電車軌道と改称し電化改軌工事に着手したものの工事中半で南海鉄道と合併、南海が工事を引継ぎ1910年に電化して電車の運転を開始した。
大阪市では市営モンロー主義を打ち出し、市内中心部の交通は公営で行う方針をとっていたが、資金不足で着手できない大阪市電路線の建設資金を提供してもらうことで、市電への乗り入れを認めていた。これにより浪速電車軌道は大阪市と軌道共用契約を結び、合併後、この契約は南海鉄道に引き継がれ1911年から大阪市電への直通運転を始めた。翌年市電の運賃制度が変更され契約継続に困難が生じたため、直通運転は廃止された。なお、大阪市は軌道共用契約を南海以外の私鉄とも結んでいたが、実施されたのは南海上町連絡線だけである。1921年には天王寺西門前 - 天王寺駅前間が大阪市に譲渡され、大阪市電の路線網に組み込まれた。
その後、近畿日本鉄道、南海電気鉄道を経て1980年に阪堺線とともに阪堺電気軌道として分離された。
2016年1月31日、末端部分の住吉 - 住吉公園間が、当該区間の軌道・ポイントが老朽化しその改修に数億円を要するとの理由で廃止された。現存する旧・住吉公園駅舎を除き、廃線跡は駐車場となっているが、この区間には南海本線から阪堺線・上町線への送電線が残されているため旧軌道敷の駐車場内には鉄道仕様の架線支柱が建てられている。

### 年表
- 1900年（明治33年）
  - 9月20日：大阪馬車鉄道が天王寺村字長者ヶ崎[5]（現在の天王寺駅前） - 天下茶屋（現在の東天下茶屋）間を開業。軌間1067mm。
  - 11月29日：天下茶屋 - 上住吉（現在の神ノ木）間が開業。
- 1902年（明治35年）12月27日：上住吉 - 下住吉（後の住吉神社前、現在の住吉）間が開業。
- 1907年（明治40年）
  - 2月12日：天王寺 - 住吉公園間の電気軌道について軌道条例に基づく特許[7]。
  - 3月29日：大阪電車鉄道と改称、同年10月29日に浪速電車軌道と改称。
- 1908年（明治41年）2月1日：電化および1435mm軌間への改軌工事のため全線廃止。
- 1909年（明治42年）12月24日：南海鉄道が浪速電車軌道を合併。
- 1910年（明治43年）10月1日：天王寺西門前[8] - 住吉神社前間で電車の運転を開始。路線名称を上町連絡線とする。
- 1911年（明治44年）
  - 1月29日：大阪市電の天王寺西門前 - 谷町六丁目間へ直通運転開始。
  - 8月20日：大阪市電への直通運転区間を天満橋まで延長。
- 1912年（明治45年）1月12日：大阪市電への直通運転を廃止。路線名称を上町連絡線から上町線に変更。
- 1913年（大正2年）7月2日：住吉神社前 - 住吉公園間が開業。
- 1915年（大正4年）：南海鉄道が阪堺電気軌道を合併したことに伴い住吉神社前停留場を阪堺線住吉停留場に統合。
- 1921年（大正10年）12月21日：天王寺西門 - 天王寺駅前間を大阪市へ譲渡。
- 年月日不明：尼崎・平野線の道路建設に伴い、天王寺駅前停留場を0.1km（営業キロ）南側へ移設。
- 1944年（昭和19年）6月1日：関西急行鉄道と南海鉄道が合併して近畿日本鉄道が成立。天王寺営業局の所属となる。
- 1947年（昭和22年）6月1日：旧・南海鉄道の路線を南海電気鉄道に分離譲渡。同社大阪軌道線の一路線となる。
- 1980年（昭和55年）12月1日：阪堺電気軌道に分離譲渡[9]。
- 2009年（平成21年）7月4日：天王寺駅前 - 住吉 - 我孫子道 - 浜寺駅前間の直通運転を再開[10]。
- 2015年（平成27年）8月28日：住吉 - 住吉公園間の廃止申請書を国土交通大臣に提出したことを発表[6]。
- 2016年（平成28年）
  - 1月31日[6]：住吉 - 住吉公園間を廃止[11]。
  - 12月3日：天王寺駅前 - 阿倍野間の線路が移設[12][13]。営業キロが0.1km短縮[14]。
- 2018年（平成30年）：軌道・車両が「阪堺電気軌道と関連施設群」の一部として土木学会選奨土木遺産に選ばれる[15]。

## 未完に終わった天王寺駅前 - 松虫間の地下化／廃止計画
戦後、高度成長期を迎え、モータリーゼーションの波が押し寄せ、交通渋滞が激しくなったあべの筋を走る南海電気鉄道上町線の併用軌道区間である天王寺駅前 - 松虫間を地下化する計画があった。このことは、南海電鉄の社内報『南海'71』にも将来計画として書かれているが、結局、実現には至らなかった。
また、1971年（昭和46年）12月8日の「都市交通審議会答申13号」において、当時、天王寺駅までの路線であった大阪市営地下鉄谷町線を人口増加が著しい平野方面へ延伸するよう答申された際、当初、南海上町線の天王寺駅前 - 松虫間を廃止して、この区間を地下鉄に置き換え、地下鉄谷町線を天王寺から播磨町まであべの筋（大阪府道30号大阪和泉泉南線）を南下させ、播磨町から南港通（大阪府道5号大阪港八尾線）を東へ進み、平野方面へ延伸する路線案が提示されたが、帝塚山・北畠の沿線住民から南海上町線の天王寺駅前 - 松虫間を廃止することに反対の声が上がったため、この計画案は白紙撤回となり、答申には盛り込まれず、当時、南海平野線の飛田 - 西平野間と並行する形で阪神高速道路公団が計画していた松原線の建設計画と一体化させる形で、天王寺から阿倍野まで「あべの筋」を南下して、阿倍野から阪神高速松原線（南海平野線が走っていた軌道用地は、南海電気鉄道が10年間の賃貸借契約を付帯条件に阪神高速道路公団に売却）の地下を通る現在の路線に変更された。
天王寺駅前の地下通路は地下線化の先行工事として造られた。

## 停留場一覧
- 全停留場大阪府大阪市に所在。
- すべて住吉から阪堺線に乗り入れ、天王寺駅前 - 住吉 - 我孫子道・浜寺駅前間の運転。

| 停留場 番号 | 停留場名           | 停留場間 キロ | 営業キロ | 接続路線・備考 | 敷設種別 | 道路名     | 所在地   |
| ----------- | ------------------ | ------------- | -------- | --- | -------- | ---------- | -------- |
| HN01        | 天王寺駅前停留場   | -             | 0.0      | 西日本旅客鉄道： 大阪環状線・ 関西本線（大和路線）・ 阪和線（天王寺駅: JR-O01・JR-Q20・JR-R20） 近畿日本鉄道：F 南大阪線（大阪阿部野橋駅: F01） 大阪市高速電気軌道： 御堂筋線・ 谷町線（天王寺駅: M23・T27） | 併用軌道 | あべの筋   | 阿倍野区 |
| HN02        | 阿倍野停留場       | 0.5           | 0.5      | 大阪市高速電気軌道： 谷町線（阿倍野駅: T28） | 併用軌道 | あべの筋   | 阿倍野区 |
| HN03        | 松虫停留場         | 0.7           | 1.2      | | 新設軌道 |            | 阿倍野区 |
| HN04        | 東天下茶屋停留場   | 0.3           | 1.5      | | 新設軌道 |            | 阿倍野区 |
| HN05        | 北畠停留場         | 0.7           | 2.2      | | 併用軌道 | 旧熊野街道 | 阿倍野区 |
| HN06        | 姫松停留場         | 0.4           | 2.6      | | 併用軌道 | 旧熊野街道 | 阿倍野区 |
| HN07        | 帝塚山三丁目停留場 | 0.5           | 3.1      | | 併用軌道 | 旧熊野街道 | 住吉区   |
| HN08        | 帝塚山四丁目停留場 | 0.3           | 3.4      | | 新設軌道 |            | 住吉区   |
| HN09        | 神ノ木停留場       | 0.3           | 3.7      | 南海電気鉄道： 高野線（住吉東駅: NK52） | 新設軌道 |            | 住吉区   |
| HN10        | 住吉停留場         | 0.6           | 4.3      | 阪堺電気軌道：■ 阪堺線（恵美須町方面） | 新設軌道 |            | 住吉区   |

### かつて存在していた停留場
廃止・譲渡区間の停留場は#廃止・譲渡区間を参照。
- 常盤通停留場：天王寺駅前 - 阿倍野間
- 中道停留場：阿倍野 - 松虫間

### 過去の接続路線
事業者名は廃止時点のもの。
- 天王寺駅前停留場：南海電気鉄道天王寺支線（天王寺） - 1993年3月31日まで
- 阿倍野停留場：南海電気鉄道平野線 - 1980年11月27日まで

### 廃止・譲渡区間
|          | 停留場 番号       | 停留場名       | 停留場間 キロ | 営業キロ | 接続路線・備考 | 軌道種別 | 道路名 | 所在地   |
| -------- | ----------------- | -------------- | ------------- | --- | --- | -------- | ------ | -------- |
| 譲渡区間 | 制定前に譲渡/廃止 | 天王寺駅       | 0.2           | 0.9 | 大阪市電 | 併用軌道 | 谷町筋 | 天王寺区 |
| 譲渡区間 | 制定前に譲渡/廃止 | 茶臼山停留場   | 0.5           | 0.7 | | 併用軌道 | 谷町筋 | 天王寺区 |
| 譲渡区間 | 制定前に譲渡/廃止 | 公園東門停留場 | 0.2           | 0.2 | 19??年廃止 南海電気鉄道：天王寺支線 日本国有鉄道：大阪環状線・関西本線・阪和線 近畿日本鉄道：南大阪線 大阪市営地下鉄：御堂筋線・谷町線 大阪市電 | 併用軌道 | 谷町筋 | 天王寺区 |
| 廃止区間 | 制定前に譲渡/廃止 | 公園東門停留場 | 0.2           | 0.2 | 19??年廃止 南海電気鉄道：天王寺支線 日本国有鉄道：大阪環状線・関西本線・阪和線 近畿日本鉄道：南大阪線 大阪市営地下鉄：御堂筋線・谷町線 大阪市電 | 併用軌道 | 谷町筋 | 天王寺区 |
| HN01     | 天王寺駅前停留場  | -              | 0.0           | 19??年開業 南海電気鉄道：天王寺支線 日本国有鉄道：大阪環状線・関西本線・阪和線 近畿日本鉄道：南大阪線 大阪市営地下鉄：御堂筋線・谷町線 大阪市電（1968年まで） | 阿倍野区 | 併用軌道 | 谷町筋 |          |
| HN01     | 天王寺駅前停留場  | -              | 0.0           | 19??年開業 南海電気鉄道：天王寺支線 日本国有鉄道：大阪環状線・関西本線・阪和線 近畿日本鉄道：南大阪線 大阪市営地下鉄：御堂筋線・谷町線 大阪市電（1968年まで） | 阿倍野区 | 併用軌道 | 谷町筋 | 現存区間 |
| 上表参照 |                   |                |               | | |          |        |          |
| HN10     | 住吉停留場        | -              | 4.3           | 阪堺電気軌道：阪堺線（恵美須町方面） | 新設軌道 |          | 住吉区 |          |
| HN10     | 住吉停留場        | -              | 4.3           | 阪堺電気軌道：阪堺線（恵美須町方面） | 新設軌道 | 廃止区間 | 住吉区 |          |
| HN11     | 住吉公園停留場    | 0.2            | 4.5           | 2016年1月31日廃止 南海電気鉄道：南海本線（住吉大社駅） ※阪堺線住吉鳥居前停留場と近接（徒歩1分）。 ただし乗り換え指定停留場とはなっていない。                  | 新設軌道 |          | 住吉区 |          |

## その他
「ベーツ式」鉄柱を用いた架線柱が北畠 - 東天下茶屋間に11組、東天下茶屋の松虫側に1組、神ノ木 - 住吉間に1組残っていたが、2018年の台風21号により、北畠 - 東天下茶屋間の1本が破損したために1組が取り換えられたので、北畠 - 東天下茶屋間に残っているのは10組となっている。